# Tour de Flandes 2014
La 98.ª edición del Tour de Flandes, se disputó el domingo 6 de abril de 2014 sobre un recorrido de 259 km entre Brujas y Oudenaarde.
Fue el 2.º monumento de la temporada ciclística y perteneciente al UCI WorldTour 2014, siendo la 8.ª carrera de dicha competición. 
El ganador fue el suizo Fabian Cancellara, quién atacó al grupo de favoritos a falta de 17 km, en la penúltima subida de la carrera (Oude Kwaremont). Cancellara junto con Sep Vanmarcke, dieron caza a los dos fugados que tenía la carrera, Greg Van Avermaet y Stijn Vandenbergh. Los cuatro decidieron la carrera en sprint, donde Cancellara fue el más rápido, siendo seguido por Van Avermaet y Vanmarcke. El suizo logró así su tercer Tour de Flandes y el segundo consecutivo.

## Equipos participantes
Tomaron parte en la carrera 25 equipos: los 18 UCI ProTeams (al tener asegurada y ser obligatoria su participación), más 7 equipos Profesionales Continentales invitados por la organización, que fueron los mismos que en la Gante-Wevelgem. Cada formación estuvo integrada por 8 corredores totalizando 200 ciclistas, de los que acabaron 102.
| Equipo                               | Cód. UCI | Categoría               |
| ------------------------------------ | -------- | ----------------------- |
| Trek Factory Racing                  | TFR      | UCI ProTeam             |
| Cannondale                           | CAN      | UCI ProTeam             |
| Lotto Belisol                        | LTB      | UCI ProTeam             |
| Omega Pharma-Quick Step Cycling Team | OPQ      | UCI ProTeam             |
| AG2R La Mondiale                     | ALM      | UCI ProTeam             |
| Astana Pro Team                      | AST      | UCI ProTeam             |
| Belkin-Pro Cycling Team              | BEL      | UCI ProTeam             |
| BMC Racing Team                      | BMC      | UCI ProTeam             |
| FDJ.fr                               | FDJ      | UCI ProTeam             |
| Garmin Sharp                         | GRS      | UCI ProTeam             |
| Lampre-Merida                        | LAM      | UCI ProTeam             |
| Movistar Team                        | MOV      | UCI ProTeam             |
| Orica GreenEDGE                      | OGE      | UCI ProTeam             |
| Team Europcar                        | EUC      | UCI ProTeam             |
| Team Giant-Shimano                   | GIA      | UCI ProTeam             |
| Team Katusha                         | KAT      | UCI ProTeam             |
| Team Sky                             | SKY      | UCI ProTeam             |
| Tinkoff-Saxo                         | TCS      | UCI ProTeam             |
| Androni Giocattoli-Venezuela         | AND      | Profesional Continental |
| Cofidis, Solutions Crédits           | COF      | Profesional Continental |
| IAM Cycling                          | IAM      | Profesional Continental |
| MTN Qhubeka                          | MTN      | Profesional Continental |
| NetApp-Endura                        | TNE      | Profesional Continental |
| Topsport Vlaanderen-Baloise          | TSV      | Profesional Continental |
| Wanty-Groupe Gobert                  | WGG      | Profesional Continental |

## Recorrido
El recorrido contó con 17 muros, 11 de ellos con tramos adoquinados (pavé). Aunque nuevamente no se pasó por el Kapelmuur, este año se decidió concentrar los muros sobre el final de la carrera, habiendo 12 en los últimos 100 km. El Koppenberg estuvo a 40 km de la meta, 20 menos que el año anterior, mientras que el Paterberg se subió dos veces, la última a poco más de 10 km de la meta.
| Número | Nombre          | Km    | Tipo    | Longitud (m) | Pendiente media |
| ------ | --------------- | ----- | ------- | ------------ | --------------- |
| 1      | Oude Kwaremont  | 108,7 | pavé    | 2200         | 4 %             |
| 2      | Kortekeer       | 118,9 | asfalto | 1000         | 6,4 %           |
| 3      | Eikenberg       | 126,5 | pavé    | 1300         | 6,2 %           |
| 4      | Wolvenberg      | 129,5 | asfalto | 670          | 6,8 %           |
| 5      | Molenberg       | 142,3 | pavé    | 460          | 7 %             |
| 6      | Leberg          | 162,7 | asfalto | 700          | 6,1 %           |
| 7      | Valkenberg      | 170,7 | asfalto | 540          | 8,1 %           |
| 8      | Kaperij         | 181,3 | pavé    | 1250         | 5 %             |
| 9      | Kanarieberg     | 188,7 | pavé    | 1000         | 7,7 %           |
| 10     | Oude Kwaremont  | 204,6 | pavé    | 2200         | 4 %             |
| 11     | Paterberg       | 208   | pavé    | 360          | 12,9 %          |
| 12     | Koppenberg      | 214,6 | pavé    | 600          | 11,6 %          |
| 13     | Steenbeekdries  | 220   | asfalto | 700          | 5,3 %           |
| 14     | Taaienberg      | 222,4 | pavé    | 530          | 6,6 %           |
| 15     | Kruisber/Hotond | 232,7 | asfalto | 2500         | 5 %             |
| 16     | Oude Kwaremont  | 242,5 | pavé    | 2200         | 4 %             |
| 17     | Paterberg       | 245,9 | pavé    | 360          | 12,9 %          |

## Clasificación final
| Posición | Ciclista            | Equipo                  | Tiempo          | Puntos UCI |
| -------- | ------------------- | ----------------------- | --------------- | ---------- |
| 1.       | Fabian Cancellara   | Trek                    | 6 h 15 min 18 s | 100        |
| 2.       | Greg Van Avermaet   | BMC Racing              | m.t.            | 80         |
| 3.       | Sep Vanmarcke       | Belkin                  | m.t.            | 70         |
| 4.       | Stijn Vandenbergh   | Omega Pharma-Quick Step | m.t.            | 60         |
| 5.       | Alexander Kristoff  | Katusha                 | a 8 s           | 50         |
| 6.       | Niki Terpstra       | Omega Pharma-Quick Step | a 18 s          | 40         |
| 7.       | Tom Boonen          | Omega Pharma-Quick Step | a 35 s          | 30         |
| 8.       | Geraint Thomas      | Sky                     | a 37 s          | 20         |
| 9.       | Björn Leukemans     | Wanty-Groupe Gobert     | a 41 s          | -          |
| 10.      | Sebastian Langeveld | Garmin Sharp            | a 43 s          | 4          |